# 辛二酸
辛二酸（英語：octanedioic acid，也称为软木酸）是一种二羧酸，化学式HOOC(CH2)6COOH，标准状况下为无色晶体，可用于药物合成与塑料制造。Suberic一词来源于木栓的拉丁文：suber。